# 福澤武
福澤 武（ふくざわ たけし、1932年9月4日 - ）は、日本の実業家。三菱地所名誉顧問。元社長、会長等を歴任。日本国際フォーラム顧問。交詢社副理事長。福澤諭吉の曾孫。

## 人物
東京都出身。諭吉の次男・福澤捨次郎（時事新報社長）を祖父、捨次郎の子・福澤時太郎の次男として生まれる。小学校5年のとき肺結核を患い、慶應義塾幼稚舎を卒業後は療養生活に入ったため、中学・高校へは行けなかった。23歳の時に病状が少しずつ快方に向かい、独学で大検を取り慶應義塾大学法学部に入学。1961年に同大学を卒業し、三菱地所入社。長く営業部門を歩みさまざまな実績を残す。1994年からは同社代表取締役社長を務め、2001年に同社代表取締役会長、2007年からは同社取締役相談役を務めている。
就職活動時は、結核の既往症があるだけで入社試験でハネられていたが、三菱地所は結核歴についてや新卒入社時に28歳であるということを全く問うことはなく、他の入社試験が全滅だっただけに、同社から内定の電話がかかってきたときは本当にうれしかったと回想している。
父方叔父の岳父に三菱財閥の岩崎久弥、甥に福澤克雄がいる。妻は日本興業銀行副頭取・佐分利一武の娘で、その曽祖父に足立孫六、大叔父に佐分利貞男がいる。

## 経歴
- 1961年 慶應義塾大学法学部卒業、三菱地所株式会社 入社
- 1994年 三菱地所株式会社 代表取締役社長
- 2001年 三菱地所株式会社 代表取締役会長
- 2007年 三菱地所株式会社 取締役相談役
- 2015年 三菱地所株式会社 名誉顧問

## 受賞歴
- 2016年 第10回後藤新平賞[8]